# دیدیما
دیدیما (به یونانی:Δίδυμα؛ لاتین:Didyma) یک محوطه باستانی مذهبی در ترکیه است که در شهر دیدیم واقع شده‌است. بنای اصلی این محوطه، معبد و مرکز پیشگویی آپولو است که به عنوان دومین معبد باشکوه ایونیه، پس از معبد آرتمیس افسوس شناخته شده است. 